# 斎藤兼之助
 斎藤 兼之助（さいとう かねのすけ、1912年（明治45年）6月28日 - 1986年（昭和61年）1月25日）は、日本の海軍軍人。最終階級は海軍中尉。 海兵団（4等兵）から士官に昇進した。

## 経歴
1912年（明治45年）6月28日、栃木県那須郡金田村小滝（現在の大田原市）で生まれる。尋常小学校を卒業後、地元の東野鉄道に勤務した。
1930年（昭和5年）6月に、横須賀鎮守府（横鎮）にある横須賀海兵団へ入団。新兵教育を終えて同年12月に重巡洋艦「加古」に3等機関兵として配属される。1931年（昭和6年）10月、戦艦「比叡」に転属。
1932年4月に、横須賀の海軍工機学校に入校し、9月に卒業すると軽巡洋艦「多摩」に乗り組む。この時点で1等機関兵。1935年（昭和10年）2月から同年11月まで海軍工機学校高等科に在学。在学中の5月に3等下士官となる。高等科修了後、再度「多摩」の配属となり、1939年3月まで乗艦した。第二次上海事変勃発により、「多摩」は杭州湾に上陸する陸軍兵員輸送や、クーソン砲台への艦砲射撃、南シナ海沿岸の海上封鎖に従事した。
1939年3月、千歳海軍航空隊設立準備委員を命ぜられ、机上準備のため大湊海軍航空隊に赴任。6月に航空隊設営予定地に移った。
同年10月、故障して動かなくなった砕氷艦「大泊」の機関修理を命ぜられ、修理を成功させる。
その後、北樺太のオハ付近で、流氷に閉じ込められ遭難した食料運搬船「乾山丸」の救出のために出航。無事、食料運搬船の救出に成功。
1942年（昭和17年）4月、横須賀海兵団教官（分隊士）に任じられ、准士官に昇進する。同年8月、戦艦「山城」機関長。
1944年（昭和19年）2月、横須賀防備隊本部勤務となり、少尉に昇進した。4月に重巡洋艦「高雄」に転属。艦の所在は作戦行動中のためすぐには確認できず、6月になってミンダナオ島で乗艦した。レイテ沖海戦後に「高雄」は攻撃を受けて損傷し、シンガポールに終戦まで停泊、斎藤もシンガポールに止まり続けた。降伏後、イギリス軍捕虜となったのち、1946年に妻の実家がある栃木県黒羽町に引き揚げた。